# ブレムセブルー条約
ブレムセブルー条約（スウェーデン語：Freden ved Brömsebro, デンマーク語：Freden i Brömsebro ; ブロムセブロー条約とも）とは、トルステンソン戦争の結果、フランスおよびオランダの調停により、1645年2月8日にスウェーデン、デンマーク両国に締結された講和条約である。
デンマークは、スウェーデンに、ノルウェー領のイェムトランド、ハルイェダーレン、ハッランドを割譲した。デンマーク本領からは、エーレスンド海峡の自由通航権及びゴットランドを割譲している。また、神聖ローマ帝国の司教区であるブレーメンとフェルデンもこの時失った。スウェーデンは、後に、三十年戦争の講和条約、ヴェストファーレン条約でこの2都市を獲得する事となる。
スウェーデンは、スカンディナヴィア半島南端スコーネ地方を占領していたが、これは返還された。この領土策定に関しては、スウェーデン宰相オクセンシェルナら、幕僚には不満があったとされている。この頃になると、グスタフ2世アドルフの遺児クリスティーナ女王が親政を開始し、オクセンシェルナら守旧派を疎んじ始めたからである。この戦争においても、戦争終結をまず前面に押し出し、デンマークへの和解を急がせている。
これは当時、継続していた三十年戦争に対しても、女王は同様に戦争終結を主点に置いていた。この条約にしても、女王の示した態度は、寛大でありすぎたと言えなくもない。
とは言え、この戦争と講和条約は、スウェーデンとデンマークの立場を全く逆転させるものであったと言える。デンマークは、バルト海から追いやられ、スウェーデンがバルト海および北方ヨーロッパの覇権を獲得したのである。この条約の内容は、スウェーデンのバルト海の盟主としての「バルト帝国」が確立した事を、明白に示すものであったと言える。

## 読書案内
- 武田龍夫 『物語 北欧の歴史』 中公新書、1993年。ISBN 4-12-101131-7
- 武田龍夫 『物語 スウェーデン史』新評論、2003年。ISBN 4-7948-0612-4
- 百瀬宏、熊野聰、村井誠人編 『北欧史』 山川出版社、1998年。ISBN 4-634-41510-0
- 伊藤宏二 『ヴェストファーレン条約と神聖ローマ帝国』 九州大学出版会、2005年。ISBN 4-87378-891-9